# Valle de San José
Valle de San José est une municipalité colombienne située dans la province de Guanentá dans le département de Santander.